# Twinkl
Twinkl is een online educatieve uitgeverij, opgericht in 2010 en met hoofdkantoor in Sheffield, Engeland, die les- en educatief materiaal produceert.  Twinkl werd opgericht door Jonathan Seaton   en Susie Seaton. Ze produceren ook bronnen op basis van films.

## Producten
Twinkl maakt digitaal lesmateriaal voor docenten over de hele wereld.  Dit omvat materialen voor basisscholen,  middelbare scholen, ouders   thuisonderwijzers,  gastouders, Engels als tweede taal, speciale onderwijsbehoeften en handicaps, volwassenenonderwijs,  en internationale markten.  In 2018 bedroeg de internationale omzet £ 2.600.000. 

## Locatie
Het bedrijf verhuisde naar zijn huidige hoofdkantoor in Sheffield, Engeland, in 2014. Vanaf 2020 heeft het bedrijf meer dan 710 medewerkers op 15 locaties over de hele wereld. In 2017 opende het een tweede kantoor in Wollongong, Australië.

## Erkenning en prestaties
In april 2018 ontving Twinkl The Queen's Award for Enterprise  voor het werk van het bedrijf in de internationale handel. Twinkl ontving in 2020 een tweede Queen's Award for Enterprise, voor innovatie.  
Jonathan Seaton, mede-oprichter en CEO van Twinkl, werd bekroond met een Lid in de Orde van het Britse Rijk (MBE) voor Twinkl's diensten op het gebied van technologie en onderwijs tijdens de coronaviruspandemie in 2020. 

## Reactie op het coronavirus
Tijdens de periode van schoolsluitingen als gevolg van het coronavirus bood Twinkl gedurende een maand gratis toegang tot al hun educatieve hulpmiddelen aan ouders, leraren en verzorgers over de hele wereld. 
Het bedrijf heeft samengewerkt met BBC Bitesize om educatief materiaal te leveren ter ondersteuning van thuisleren. Het heeft ook samengewerkt met BBC Children in Need om een scala aan gratis hulpmiddelen aan te bieden, ter ondersteuning van kinderen en scholen bij het inzamelen van geld voor liefdadigheid. In juni 2020 is het bedrijf een partnerschap aangegaan met BBC Studios om een reeks educatieve Doctor Who-middelen te creëren voor basisschoolkinderen. Twinkl heeft ook samengewerkt met de UEFA Champions League en hun partner Santander om The Numbers Game Champions Challenge Cards te lanceren, die gratis beschikbaar zijn gesteld op de Twinkl-website.

## TwinklHive
In 2019 lanceerde Twinkl een startup-versneller, TwinklHive  gevestigd in Sheffield, VK. TwinklHive lanceerde in 2020 een programma voor jong ondernemerschap , dat investeringen en mentorschap biedt aan jongeren die een digitaal bedrijf willen laten groeien.
Natterhub, een platform voor sociale media en een raamwerk dat leerkrachten met leerlingen kunnen delen, is onderdeel van TwinklHive.  Het curriculumgerichte platform, opgericht door Manjit Sareen en Caroline Allams , is gericht op studenten van 5 tot 11 jaar in het Verenigd Koninkrijk.
Een ander prominent bedrijf dat investeringen ontvangt van TwinklHive is Learning Ladders  - software voor curriculumplanning, portfolio's, beoordelingen, voortgangsregistratie, leren op afstand en gezinsbetrokkenheid.
Champion Health, een digitaal welzijnsplatform, ontving in 2020 investeringen van TwinklHive  .